# Лудвиг фон Геминген (1793 – 1858)
Лудвиг фон Геминген-Хорнберг (на немски: Ludwig von Gemmingen-Hornberg; * 20 май 1793 в Хайлброн; † 18 ноември 1858 в Карлсруе) е фрайхер от род Геминген-Хорнберг, камер-хер и главен дворцов майстер във Велико херцогство Баден.
Той е големият син на фрайхер Ернст фон Геминген-Хорнберг (1759 – 1813), композитор, дипломат и последният директор на „Рицарския кантон Крайхгау“, и съпругата му Хенриета Шарлота фон Холе (1773 – 1814), дъщеря на Лудвиг Карл Фридрих фон Холе и фрайин Вилхелмина фон Вреде. По-голъм брат е на Ернст (1794 – 1838).
Лудвиг фон Геминген-Хорнберг се жени 1819 г. в Михелфед за Арсена д'Амелот-ле-Фламанд († 1866). Бракът е бездетен.
Лудвиг е от 1825 до 1828 г. е член на Първата камера на Баденското Съсловно събрание.
Той и съпругата му са погребани в гробището на замък Хорнберг.